# Silic monoxide
Silic monOxide là một hợp chất vô cơ có công thức hóa học SiO, trong đó, silic tồn tại trong trạng thái oxy hóa là +2. Trong trạng thái là hơi, nó là một phân tử điatomic. Ngoài ra, hợp chất này cũng đã được tìm thấy trong các ngôi sao và hợp chất này được đánh giá là loại Oxide silic phổ biến nhất trong vũ trụ.
Khi khí SiO được làm nguội nhanh chóng, nó ngưng tụ để tạo thành một vật liệu bằng thủy tinh dạng polyme có màu nâu đen, với công thức để miêu tả là (SiO)n. Hợp chất mới này có giá trị về kinh tế, thương mại và được sử dụng tạo thành các màng SiO. Chất (SiO)n khá nhạy cảm với không khí và độ ẩm. Bề mặt của nó dễ bị oxy hóa trong không khí ở nhiệt độ phòng, tạo ra lớp bề mặt SiO2, có tác dụng bảo vệ vật liệu này khỏi quá trình oxy hóa. Tuy nhiên, (SiO)n bị biến đổi với phản ứng một chiều tạo thành SiO2 và Si, với điều kiện nhiệt độ khá cao là từ khoảng 400 đến 800 ℃ trong vài giờ, và diễn ra rất nhanh chóng khi nhiệt độ từ 1.000 đến 1.440 ℃, mặc dù phản ứng không hoàn toàn.